# Octospora echinospora
Octospora echinospora är en svampart som tillhör divisionen sporsäcksvampar, och som beskrevs av Michel Caillet och Gilbert Moyne. Octospora echinospora ingår i släktet Octospora, och familjen Pyronemataceae. Arten är reproducerande i Sverige.